# Галицко-русское благотворительное общество
«Га́лицко-ру́сское благотвори́тельное о́бщество» — общественная организация, основанная в Санкт-Петербурге 15 декабря 1902 года:, в 1910 году также было открыто отделение в Киеве, а в 1911 году — в Одессе. Обозначала целью поддержание культурного единства галичан, буковинцев и «угрорусов» (закарпатских русинов) с русским народом. Оказывало материальную поддержку научно-литературным и образовательным русофильским организациям в Австро-Венгрии, проводило с ними совместные образовательные мероприятия, лоббировало интересы русского населения «подъяремной» Руси перед русской общественностью и властями Российской империи. Фактически прекратило деятельность в конце 1917 года.

## История

### Неполитический период (1903—1905)
Общество было основано 15 декабря 1902 году в Санкт-Петербурге. Основателем, и первым председателем общества являлся филолог-славист Антон Будилович. Вице-президентом общества был избран галицко-русский общественный деятель, панславист, журналист, публицист и поэт Дмитрий Вергун. До 1905 года общество не имело политических целей и занималось исключительно благотворительностью, материальной помощью и народным просвещением галицкого русского населения Австро-Венгрии:9.

### Политический период (1905—1917)
Первым печатным органом общества стал издаваемый в Вене журнал «Славянский век». Однако в 1905 году он был запрещен в Австро-Венгрии, а его редактор Дмитрий Вергун был арестован и заключен в тюрьму. В 1907 году он вышел на свободу и переехал в Российскую империю. В Санкт-Петербурге, в том числе благодаря «Славянскому веку», он сумел объединить славистские клубы:8.
К 1907 году общество набрало достаточную политическую силу и превратилось во влиятельную политическую и церковную силу:9. Активную деятельность общество начало в 1908 году после путешествия графа Владимира Бобринского в Галицию и Буковину
Ежегодно правительство Российской империи по запросу министра внутренних дел на развитие галицко-русского движения выделяло 60 тысяч рублей, из которых 25 тысяч рублей выделялось непосредственно через министра финансов Российской империи. Во избежание дипломатических скандалов, эти деньги перечислялись через Галицко-русское благотворительное общество, как негосударственную общественную организацию:10.
Общество занималось поставками в Галицию и Буковину литературы на русском языке. Негласно также деятелями общества из числа галицких русофилов велась разведывательная работа на территории Австро-Венгрии в пользу Российской империи. Время от времени проводимые австрийскими властями судебные процессы над участниками общества по обвинению их в шпионской деятельности давали Галицко-русскому благотворительному обществу повод для громких пропагандистских акций и попыткам вмешательства России в дела Австро-Венгрии для защиты прав русского населения.
В период Первой мировой войны представители общества заняли несколько должностей в Галицком генерал-губернаторстве, созданном на занятых Русской императорской армией Галичине и Буковине. Осуществляло помощь беженцам первой мировой войны русофильской ориентации.

## Численность, состав и политическая принадлежность
Идейно Галицко-русское благотворительное общество было близко к партии русских националистов «Всероссийский национальный союз». В 1910 году во главе с Николаем Стороженко было открыто отделение в Киеве, количество активных членов этого отделения достигало 200 человек, в 1911 году также было открыто отделение в Одессе во главе с профессором Петром Казанским. В 1912—1913 годах численность членов общества в Санкт-Петербурге составляла 250—300 человек.